# 氧化铒
氧化铒，化学式為Er2O3。

## 性质
粉红色粉末，不溶于水，可溶于酸：
Er2O3 + 6 H+ → 2 Er3+ + 3 H2O

## 制备
硫酸铒或硝酸铒溶液与氢氧化物溶液作用沉淀出氢氧化铒或其碱性盐，经分离、灼烧制得氧化铒。
{\displaystyle {\rm {\ 2Er(OH)_{3}\rightarrow Er_{2}O_{3}+3H_{2}O}}}

## 用途
用作核反应堆的控制材料、钇铁石榴石的添加材料、玻璃的玫瑰红色着色剂。也用于制造吸收红外线和特种发光玻璃。